# Parrocchia di Saint Patrick (Grenada)
La parrocchia di Saint Patrick si trova nella parte settentrionale dell'isola di Grenada. La sua spiccata vocazione agricola la fanno chiamare anche The Agriculture Parish (in italiano "La parrocchia dell'agricoltura").

## Principali centri abitati
- Barique
- Belmont
- Chantimelle
- Diego Piece
- Elie Hall
- Morne Fendue
- Mount Craven
- Sauteurs (capoluogo)
- Union
- Upper La Taste